# 덴마크 공주 루이세

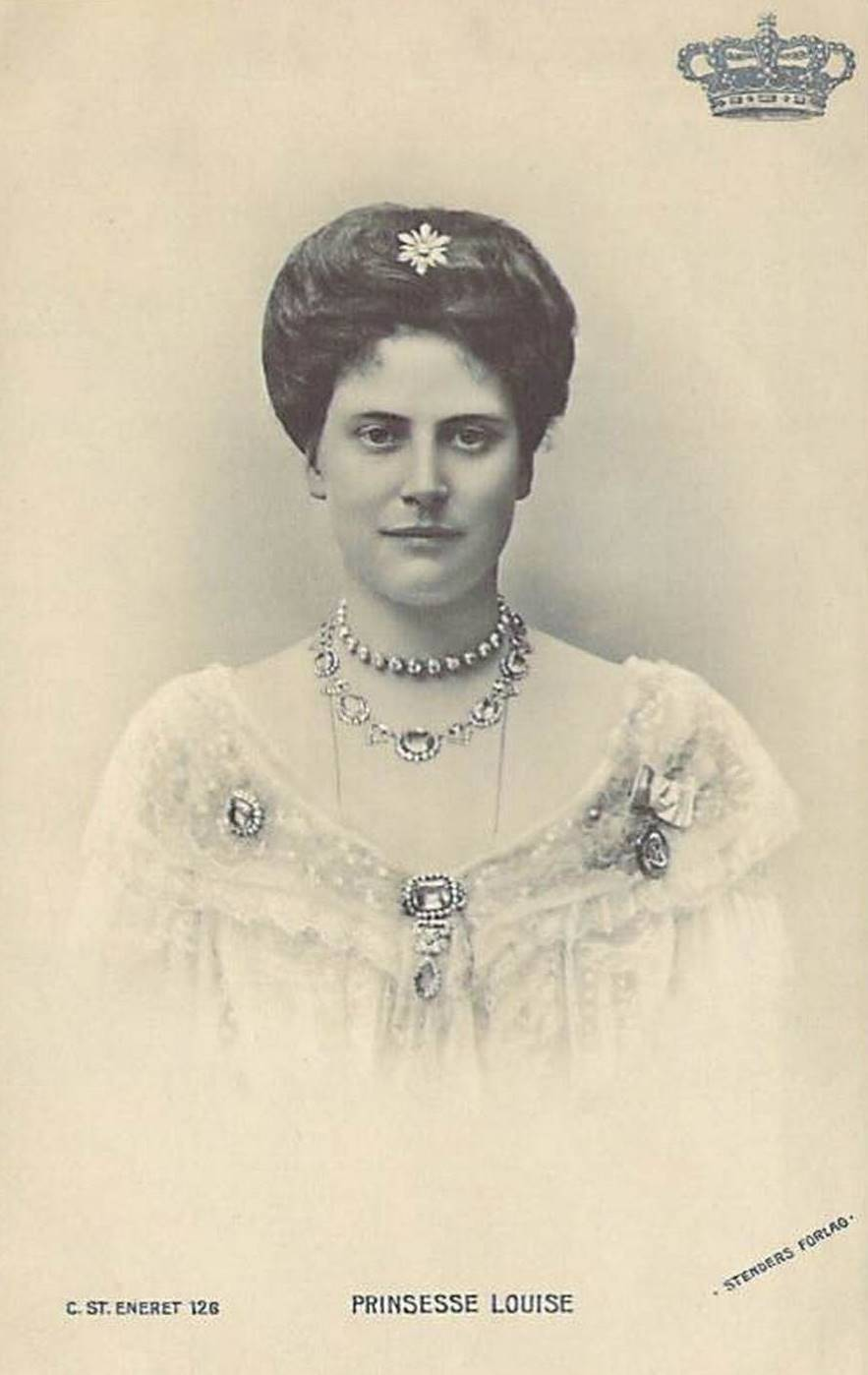
덴마크 공주 루이

덴마크 공주 루이세(Princess Louise of Denmark, 1875년 2월 17일 ~ 1906년 4월 4일)는 덴마크 왕실의 일원으로 결혼하여 샤움부르크리페의 공자빈이 되었다.